# Chase Gormley
Chase Gormley (Torrance, 11 de agosto de 1983) é um norte-americano lutador de artes marciais mistas, que luta na divisão peso-pesado. Atualmente, ele possui contrato com o Bellator MMA, e também já lutou no Ultimate Fighting Championship.

## Carreira no MMA

### Início de carreira
Gormley fez sua estréia no MMA profissional em abril de 2007. Ele derrotou seus primeiros seis adversários, antes de sua passagem pelo UFC.

### Ultimate Fighting Championship
Gormley era esperado para enfrentar Ben Rothwell, no Affliction: Trilogy, em 1 de agosto de 2009. No entanto, a luta foi transferida para o UFC 104, no dia 24 de outubro, após o Affliction Entertainment cancelar o evento e ser patrocinado pelo UFC. Como resultado, uma série de lutadores tiveram seus adversários trocados, e o de Gormley foi mudado para Stefan Struve. Gormley perdeu a luta devido a uma finalização (triângulo) no primeiro round.
Gormley perdeu para Brendan Schaub, no UFC Live: Vera vs. Jones, em 21 de março de 2010, por nocaute técnico, no início do primeiro round. Após a perda para Schaub, ele foi, posteriormente, liberado do UFC. 

### Bellator MMA
Em julho de 2015, o Bellator revelou que tinha assinado um contrato multi-luta exclusivo com Gormley.
Em sua estréia na promoção, Gormley foi derrotado por Dan Charles, no Bellator 143, em 25 de setembro de 2015, por nocaute no segundo round.
Gormley enfrentará Joey Beltran, no Bellator 155, em 20 de maio de 2016.

## Vida pessoal
Antes de se tornar um lutador, Gormley trabalhava como personal trainer.

## Campeonatos e realizações

### MMA
- Titan Fighting Championship
  - Campeão Peso Pesado do Titan FC (uma vez)
- Gladiator Challenge
  - Campeão Peso Pesado do Gladiator Challenge (uma vez)

## Cartel no MMA
| Cartel no MMA   |             |            |
| 24 lutas        | 14 vitórias | 9 derrotas |
| Por nocaute     | 4           | 7          |
| Por finalização | 2           | 1          |
| Por decisão     | 8           | 1          |
| No contest      | 1           | 1          |

| Res.    | Cartel   | Oponente              | Método                  | Evento                                | Data       | Round | Tempo | Local                     | Notas                                                                            |
| ------- | -------- | --------------------- | ----------------------- | ------------------------------------- | ---------- | ----- | ----- | ------------------------- | -------------------------------------------------------------------------------- |
| Derrota | 14–9 (1) | Konstantin Andreitsev | Nocaute (socos)         | League S-70 - Plotforma S-70: 2018    | 22/08/2018 | 3     | 2:56  | Sochi                     |                                                                                  |
| Derrota | 14–8 (1) | Tanner Boser          | Decisão (unânime)       | ACB 88: Barnatt vs. Celiński          | 16/06/2018 | 3     | 5:00  | Brisbane                  |                                                                                  |
| Derrota | 14–7 (1) | Denis Goltsov         | Nocaute (socos)         | ACB 77: Abdulvakhabov vs. Vartanyan 2 | 23/12/2017 | 2     | 2:16  | Moscou                    |                                                                                  |
| Derrota | 14–6 (1) | Sergei Kharitonov     | Nocaute (soco)          | Bellator 175                          | 31/03/2017 | 1     | 3:55  | Rosemont, Illinois        |                                                                                  |
| Vitória | 14–5 (1) | Bobby Brents          | Decisão (dividida)      | Bellator 162                          | 21/10/2016 | 3     | 5:00  | Memphis, Tennessee        |                                                                                  |
| Vitória | 13–5 (1) | Joey Beltran          | Decisão (dividida)      | Bellator 155                          | 20/05/2016 | 3     | 5:00  | Boise, Idaho              |                                                                                  |
| Derrota | 12–5 (1) | Dan Charles           | KO (socos)              | Bellator 143                          | 25/09/2015 | 2     | 4:35  | Hidalgo, Texas            |                                                                                  |
| Vitória | 12–4 (1) | Jon Madsen            | Decisão (unânime)       | Titan Fighting Championships 33       | 20/03/2015 | 5     | 5:00  | Mobile, Alabama           | Ganhou o Cinturão Peso Pesado Inaugural do Titan FC; Mais tarde, vagou o título. |
| Vitória | 11–4 (1) | Dale Sopi             | Decisão (unânime)       | RFA 21: Juusola vs. Baghdad           | 05/12/2014 | 3     | 5:00  | Costa Mesa, California    |                                                                                  |
| Vitória | 10–4 (1) | Tony Lopez            | TKO (lesão no joelho)   | LOP: Chaos at the Casino 5            | 10/08/2014 | 3     | 4:21  | Inglewood, California     |                                                                                  |
| Vitória | 9–4 (1)  | Abdumonim Adoli       | TKO (socos)             | Gladiator Fighting Championship 6     | 30/05/2014 | 1     | 0:38  | Kuwait                    | Luta no Peso Aberto.                                                             |
| Vitória | 8–4 (1)  | Brandon Sayles        | Decisão (unânime)       | XFC 16: High Stakes                   | 10/02/2012 | 3     | 5:00  | Knoxville, Tennessee      | Luta no Peso Super Pesado.                                                       |
| Derrota | 7–4 (1)  | Beau Tribolet         | TKO (socos)             | Superior Cage Combat 2                | 20/08/2011 | 1     | 2:40  | Las Vegas, Nevada         |                                                                                  |
| NC      | 7–3 (1)  | Maurice Jackson       | Sem resultado           | Superior Cage Combat 1                | 21/05/2011 | 1     | 2:59  | Las Vegas, Nevada         |                                                                                  |
| Derrota | 7–3      | Mike Whitehead        | TKO (socos)             | IFC: Extreme Challenge                | 10/07/2010 | 4     | 4:34  | Mt. Pleasant, Michigan    | Pelo Cinturão Peso Pesado do IFC.                                                |
| Vitória | 7–2      | Ryan Fortin           | Decisão (unânime)       | MFC 25: Vindication                   | 07/05/2010 | 3     | 5:00  | Edmonton, Alberta         |                                                                                  |
| Derrota | 6–2      | Brendan Schaub        | TKO (socos)             | UFC Live: Vera vs. Jones              | 21/03/2010 | 1     | 0:47  | Broomfield, Colorado      |                                                                                  |
| Derrota | 6–1      | Stefan Struve         | Finalização (triângulo) | UFC 104: Machida vs. Shogun           | 24/10/2009 | 1     | 4:04  | Los Angeles, California   |                                                                                  |
| Vitória | 6–0      | Eric Pele             | Decisão (unânime)       | MFC 16: Anger Management              | 09/05/2008 | 3     | 5:00  | Edmonton, Alberta         |                                                                                  |
| Vitória | 5–0      | Rick Cheek            | Finalização (americana) | GC 73: High Noon                      | 22/12/2007 | 2     | 2:20  | Sacramento, California    | Ganhou o Cinturão Peso Pesado do Gladiator Challenge.                            |
| Vitória | 4–0      | Brandon Tarns         | TKO (socos)             | GC 69: Bad Intentions                 | 22/09/2007 | 1     | N/A   | Sacramento, California    |                                                                                  |
| Vitória | 3–0      | Adolfo de la Torre    | TKO (socos)             | COF 9: Durango                        | 25/08/2007 | 1     | N/A   | N/A                       |                                                                                  |
| Vitória | 2–0      | John Devine           | Finalização (toe hold)  | GC 66: Battle Ground                  | 27/07/2007 | 3     | N/A   | San Francisco, California |                                                                                  |
| Vitória | 1–0      | Jon Murphy            | Decisão (unânime)       | KOTC: Sinister                        | 27/04/2007 | 2     | 5:00  | San Jacinto, California   |                                                                                  |